# Санта-Лузия (Тавира)
Санта-Лузия (порт. Santa Luzia) — район (фрегезия) в Португалии, входит в округ Фару. Является составной частью муниципалитета Тавира. По старому административному делению входил в провинцию Алгарве (регион). Входит в экономико-статистический субрегион Алгарве, который входит в Алгарве. Население составляет 1729 человек на 2001 год. Занимает площадь 4,46 км².